# Ланькова, Ирина
Ирина Александровна Ланькова — бельгийская пианистка и продюсер русского происхождения. 

## Образование
Отец — Александр Эльбертович Ланьков. Обучалась в Гнесинском музыкальном училище под руководством Ирины Темченко. Окончив училище с отличием в 1996 году, продолжила обучение в Брюссельской консерватории, совершенствуя своё мастерство под руководством Евгения Могилевского.

## Профессиональная карьера
В 2008 Ирина Ланькова дебютировала в Wigmore Hall. В 2009 Ирина Ланькова получает приглашение встать в один ряд с артистами из авторитетного Steinway Artists. Начиная с 2012 года дает мастер классы в l’Académie Internationale d’Eté в Ницце (Франция). 
Ирина Ланькова играла в таких  престижных залах как  Wigmore Hall (Лондон), Сент-Мартин-ин-зе-Филдс (Лондон), Flagey (Брюссель), Französischer Dom (Берлин), Salle Gaveau (Париж), Cidade das Artes (Рио-де-Жанейро), Queen Elisabeth Music Chapel (Брюссель), и принимала участие во многих международных музыкальных фестивалях: Piano Folies Touquet (Франция), Schiermonnikoog Kamermuziekefestival (Голландия), Musiq'3 (Бельгия), Festival de Wallonie (Бельгия), Brussels Summer Festival (Бельгия), Fortissimo d'Orleans (Франция), Académie d'Été de Nice (Франция), Berlin Summer Festival (Германия), Sagra Musicale Umbria (Италия), Festival Internacional de Piano de Albacete (Испания).
Ирина Ланькова автор проекта 'Piano Unveiled' на Youtube и в концертном варианте. Ирина Ланькова также автор мультимедиа проекта 'Goldberg Visions' с Isabelle Françaix.
Ирина Ланькова также продюсер концертов, участник международных конференций по классической музыке  и художественный руководитель бельгийского международного фестиваля музыки Маx Festival.

## Дискография
- Sergei Rachmaninov & Franz Liszt (2004, CD): Rachmaninov Preludes Op.23, Liszt Rapsodie No.2 with cadence by Rachmaninov
- Alexander Scriabin (2006, CD): Sonates No.2 & No.9, Pieces Op.32, Op.57
- Frederic Chopin (2008, CD): Sonata No.3, Ballade No.1, Scherzo No.2, Nocturnes
- Franz Schubert (2013, CD Indesens): 3 Klaviestucke D946, Piano Sonata D959, Impromptu D899 No.3
- "Caprice" (2015, CD Indesens) с Татьяной Самуил Fritz Kreisler (Caprice Viennois, Praeludium and Allegro, Liebesleid, Liebesfreud, Schön Rosmarin), Camille Saint-Saëns (Introduction and Rondo Capriccioso), Georges Bizet (Carmen, Fantaisie de concert Op. 25), Niccolo Paganini/Mario Pilati (Capriccio No. 24), Pyotr Ilyich Tchaikovsky (Meditation in D minor, Scherzo in C minor, Melodie in E flat major).
- "Goldberg Visions" (2020, CD) Вариации Гольдберга J.S.Bach
- "Elégie" (2021, CD): Rachmaninov, Schubert, Bach